# Hovdaholmen (Sveio)
Ne doit pas être confondu avec Hovdaholmen.
Hovdaholmen est une île norvégienne dans le landskap Sunnhordland du comté de Vestland. Elle appartient administrativement à Sveio.

## Géographie
Rocheuse et désertique, à fleur d'eau, elle s'étend sur environ 97 m de longueur pour une largeur approximative de 75 m. 